# Električka

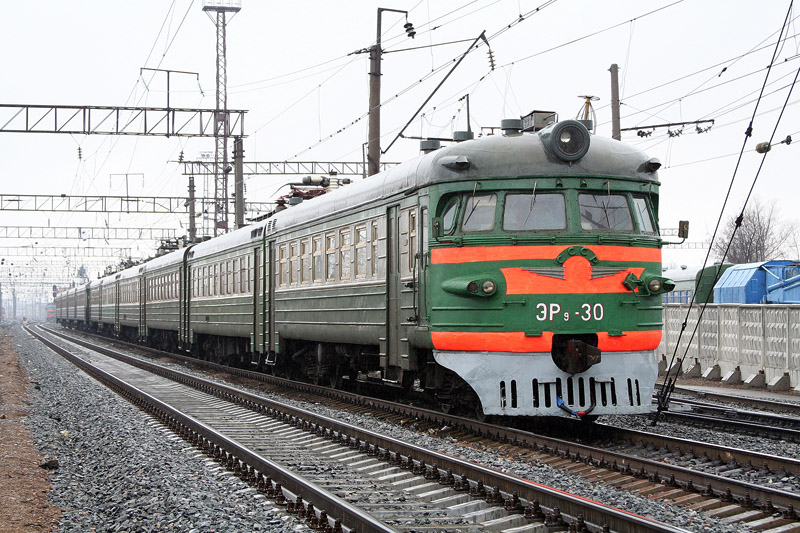
Un Električka ER9 a Murom

L'Električka (in russo электри́чка?; in ucraino електри́чка?, elektríčka) è un elettrotreno passeggeri suburbano di produzione sovietica diffuso nell'ex blocco orientale. Sono molto diffusi in Russia, Ucraina e in altri Stati dell'ex Patto di Varsavia, rappresentando un mezzo di trasporto socialmente vitale. Nel 2007, circolavano quotidianamente 4 085 treni pendolari (in ciascuna direzione) sulla sola rete delle Ferrovie russe, di cui la maggior parte elettrici. Il primo Električka viaggiò il 6 luglio 1926 sulla linea the Baku–Sabunçu nella RSS Azera. Esistono inoltre i Gorodskaja Električka urbani e gli Aeroexpress aeroportuali in poche città della Russia, Ucraina e della Bielorussia.

## Nome
Električka era inizialmente un'abbreviazione colloquiale per Elektropoezd (in russo электропо́езд?, ""elettrotreno""), il nome ufficiale per gli elettrotreni passeggeri nelle lingue dell'URSS. Tuttavia, è diventato gradualmente parte dei marchi ufficiali dei treni: per esempio, il nuovo servizio urbano di Kiev si chiama ufficialmente in ucraino Električka. Il popolare motore di ricerca russo Yandex impiega il nome "Električka" nei suoi servizi per gli orari dei treni.

## Materiale rotabile

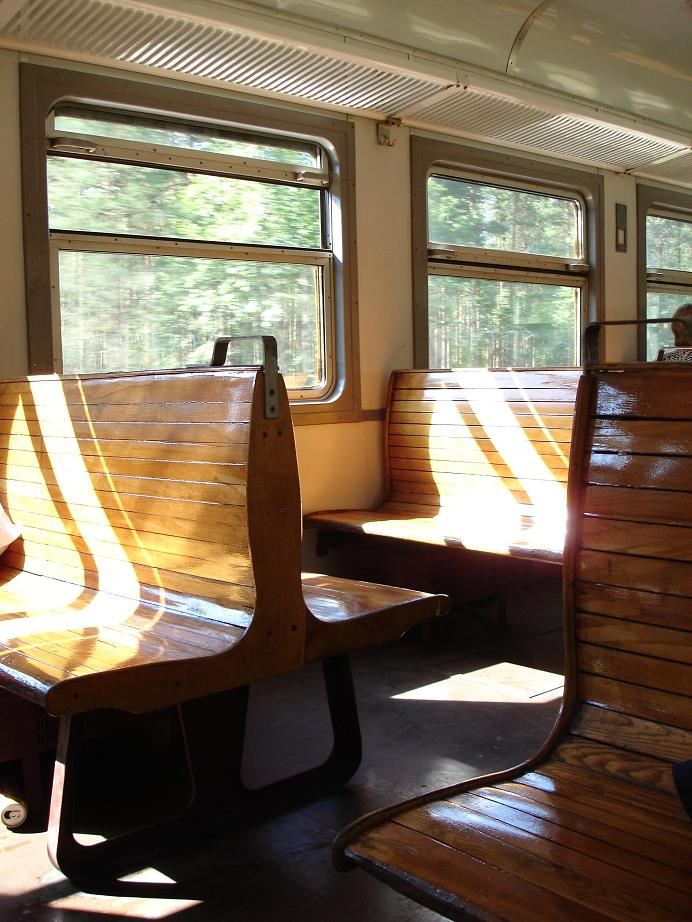
Interni di un vecchio elettrotreno, con sedili in legno.

Tutti gli Električka sono elettrotreni alimentati con una linea aerea di contatto, di solito formati da 4 o 14 vagoni con cabine di pilotaggio a entrambe le estremità. I treni sovietici furono realizzati dall'Impianto vagoni di Riga (Rīgas Vagonbūves Rūpnīca) nella RSS Lettone ed acquisivano la designazione di modello ER (in russo электропоезд рижский, ЭР?, elektropoezd rižskij, ER). L'impianto è stato fu l'unico produttore dagli anni cinquanta fino alla dissoluzione dell'Unione Sovietica. I modelli più diffusi di Električka sono l'ER-2 (ЭР-2) e l'ER-9 (ЭР-9), che impiegano rispettivamente una trazione a corrente continua e alternata; gli ultimi modelli in uso sono principalmente delle loro varianti o successori.
I treni ER-2 e ER-9 possiedono un alto numero di carrozze; di ogni coppia adiacente, una è dotata con motori elettrici di trazione e l'altra trasporta di dotazioni pneumatiche. I vagoni con le cabine contengono sistemi pneumatici, e le locomotive sono facilmente riconoscibili per i pantografi. Non tutti i vagoni sono dotati di bagni e alcuni treni ne sono dotati di due, vicino alla cabina del macchinista. Ogni vagone ha quattro porte automatiche, due per ogni lato, che si aprono simultaneamente quando il treno si ferma. Le porte possono essere dotate di scalette per le piattaforme ferroviarie basse. Le porte sono più strette rispetto a quelle dei treni della metropolitana. Gli interni di un Električka sono abbastanza spogli con delle semplici panche di tre posti vicine ai finestrini.
Con la dissoluzione dell'Unione Sovietica, alcuni dei nuovi Stati indipendenti iniziarono la produzione di nuovi Električka con un successo limitato. A causa degli scarsi finanziamenti degli anni novanta, le aziende ferroviarie continuano a usare i treni di costruzione sovietica, preferendo il rinnovo alla sostituzione. Di conseguenza, molti Električka in uso sono simili a quelli precedenti, differendo solo per la livrea: lo standard del periodo sovietico era il verde scuro, con strisce rosse davanti e gialle ai lati del treno. Alcuni modelli più recenti sono dotati di porte più ampie.

## Treni regionali non-Električka
Il Dizelnyj poezd (in russo ди́зельный по́езд?, ""treno diesel""), noto colloquialmente come dizel (ди́зель) o motovoz (мотово́з), è un autotreno suburbano sovietico operativamente simile all'Električka e formato da un massimo di 6 vagoni. Molte tratte sono state servite dai treni classici da una o più carrozze passeggeri trainate da locomotive termiche, elettriche o ibride. Tuttavia, questi treni sono meno diffusi da quando la maggior parte dei tracciati delle ferrovie sovietiche sono state elettrificate o adattate (con la costruzione di nuove piattaforme) per gli Električka, inoltre l'elettricità nella regione è economica e un'operazione a unità multipla elettrica è molto più efficace per il traffico suburbano per via delle maggiori accelerazioni. Presentano tuttavia un'importanza socioeconomica molto poco significativa per via della loro velocità media inferiore. Inoltre, i treni dotati con locomotiva diesel sono sostituiti gradualmente con i più efficienti La differenza diventa più evidente con la sostituzione graduale dei treni dotati di locomotive diesel con automotrici più efficienti noti come rel'sovyj avtobus (in russo ре́льсовый авто́бус?, ""bus su rotaia"") in grado di trasportare un numero leggermente superiore di passeggeri.

## Organizzazione del servizio

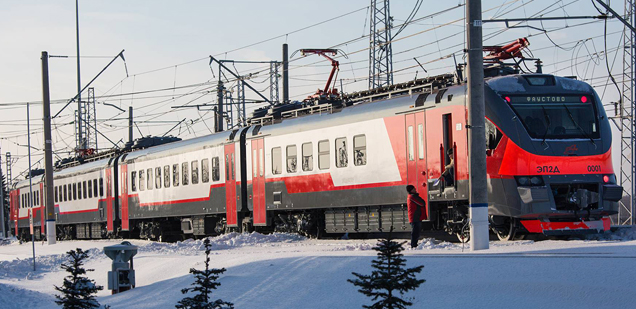
Un EP2D (ЭП2Д) russo.

L'equipaggio di un Električka è formato da un macchinista ed un assistente. Dato che le distanze tra le stazioni sono di solito lunghe, gli Električka si fermano anche a delle fermate speciali dette "piattaforme" (in russo платфо́рма?). Spesso queste fermate sono costituite da una sola piattaforma, più corta rispetto alla lunghezza del treno e posizionata in aree isolate. Molte piattaforme sono tuttavia prive di un personale permanente o di illuminazione. In alcune aree, gli Električka si fermano a fermate stagionai prive di una vera e propria struttura.
Gli Električka sono mantenuti in speciali depositi (in russo моторваго́нное депо?, motorvagonnoee depo; in ucraino моторваго́нне депо́?, motorvahonne depo), dove i treni vengono riparati. Tuttavia, né gli Električka né i loro equipaggi ritornano ad un deposito ogni giorno, ma vengono assegnati alle stazioni capolinea delle tratte.

## Paesi

### Russia
Gli Električka delle Ferrovie russe sono prodotti a Demichovo, Toržok, e Verchnjaja Pyšma. I treni collegano quasi tutte le città che possiedono una linea ferroviaria con le periferie e con le città vicine. In Russia, gli Električka rappresentato un mezzo di trasporto indispensabile per i pendolari.

### Ucraina

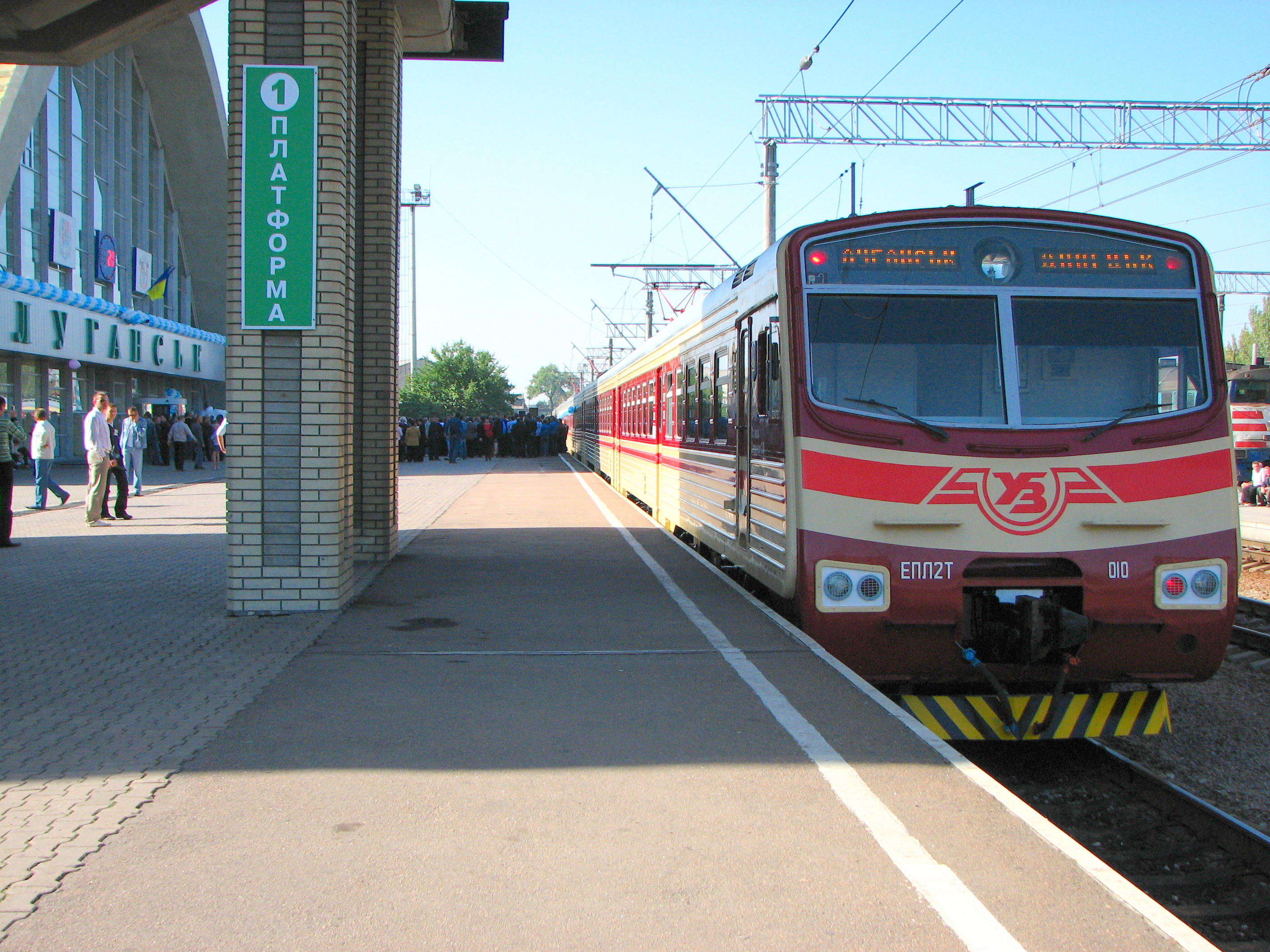
Un Električka EPL2T-010 (Luhans'k-Donec'k) alla stazione di Luhans'k

L'Ucraina, con una densa rete di ferrovie elettrificate, supporta e sviluppa il suo sistema Električka, noto ufficialmente in ucraino come in ucraino Електропоїзд?, Elektropoïzd. A maggio 2010, non vi è nessuna regione dello Stato non coperta dal servizio Električka ad eccezione delle oblast' di Ivano-Frankivs'k e Černivci (che impiegano ancora i treni diesel). Una tipica tratta degli Električka è lunga circa 100 km e ha fermate ogni 5-10 km (circa 3 ore e mezza per ogni viaggio). Si può viaggiare attraverso il Paese cambiando gli Električka due o tre volte; i biglietti possono essere economici anche se il viaggio non è confortevole.
Molti Električka ucraina sono in fase di evoluzione in servizi InterCity, ovvero nuove linee dirette come la Kiev-Rivne, lunga circa 300 km. Questo servizio, che unisce un Električka ad un treno tradizionale con carrozze letti, offre un miglior livello di comfort con poche fermate. Le tratte più lunghe per questi nuovi treni sono Zaporižžja–Charkiv, Dnipro–Sinferopoli, Odessa–Chmel'nyc'kyj, Odessa–Vinnycja, Odessa–Kropyvnyc'kyj, Kiev–Luc'k, Kiev–Chmel'nyc'kyj e Kiev–Šostka, Leopoli–Rivne e Leopoli–Mukačevo.
Le Ferrovie ucraine sono in grado di prodursi i propri Električka, ma tali sforzi sono limitati dal basso profitto del servizio. Gli Električka ucraini sono attualmente prodotti a Luhans'k, nello stabilimento di Luhans'kteplovoz. I nuovi Električka sono dotati di bar e vagoni per bambini, ma sono disponibili solo sulle lunghe tratte. Il più grande deposito in Ucraina, che serve Kiev e le oblast' circostanti, è situato a Fastiv.
A Kiev, dal 2011, i treni Električka convenzionali servono il nuovo servizio municipale, il Kiïvs'ka mis'ka Električka. 

### Lettonia
La principale ferrovia elettrificata in Lettonia ha il suo centro nella capitale Riga. I primi treni elettrici collegarono nel 1950 Riga con la stazione di Dubulti, a Jūrmala. Nel 1970, l'elettrificazione si estese verso est in direzione Tukums. Usata principalmente dai pendolari, la ferrovia possiede anche dei rami diretti a Jelgava, Skulte e Aizkraukle. Le aree al di fuori della regione di Riga sono servite da treni diesel. Dopo aver riacquistato l'indipendenza, il governo lettone ha rimosso gli stemmi sovietici presenti nei vecchi treni verdi.
A causa dei piani per una metropolitana di Riga negli anni ottanta, la ferrovia rimane il metodo più veloce per viaggiare nella città e nelle periferie.

### Estonia
La ferrovia elettrificata in Estonia connette la capitale Tallinn con alcune città vicine. Si estende dalla Stazione di Tallinn Baltico in due direzioni principali, verso est e verso ovest, con una lunghezza totale delle linee di 132 km. La linea orientale è diretta a Aegviidu, mentre quella occidentale arriva a Keila, dove si divide in due tratte di cui una verso la portuale Paldiski e l'altra verso l'interna Riisipere. Il ramo di Paldiski si divide a Klooga, con un breve tratto verso il resort balneare un tempo popolare di Kloogaranna.
La prima linea elettrificata in Estonia venne aperta nel 1924 e collegava Tallinn con Nõmme fino a Pääsküla. Tutte le altre linee elettrificate furono create durante il periodo sovietico.

## Impatto sociale

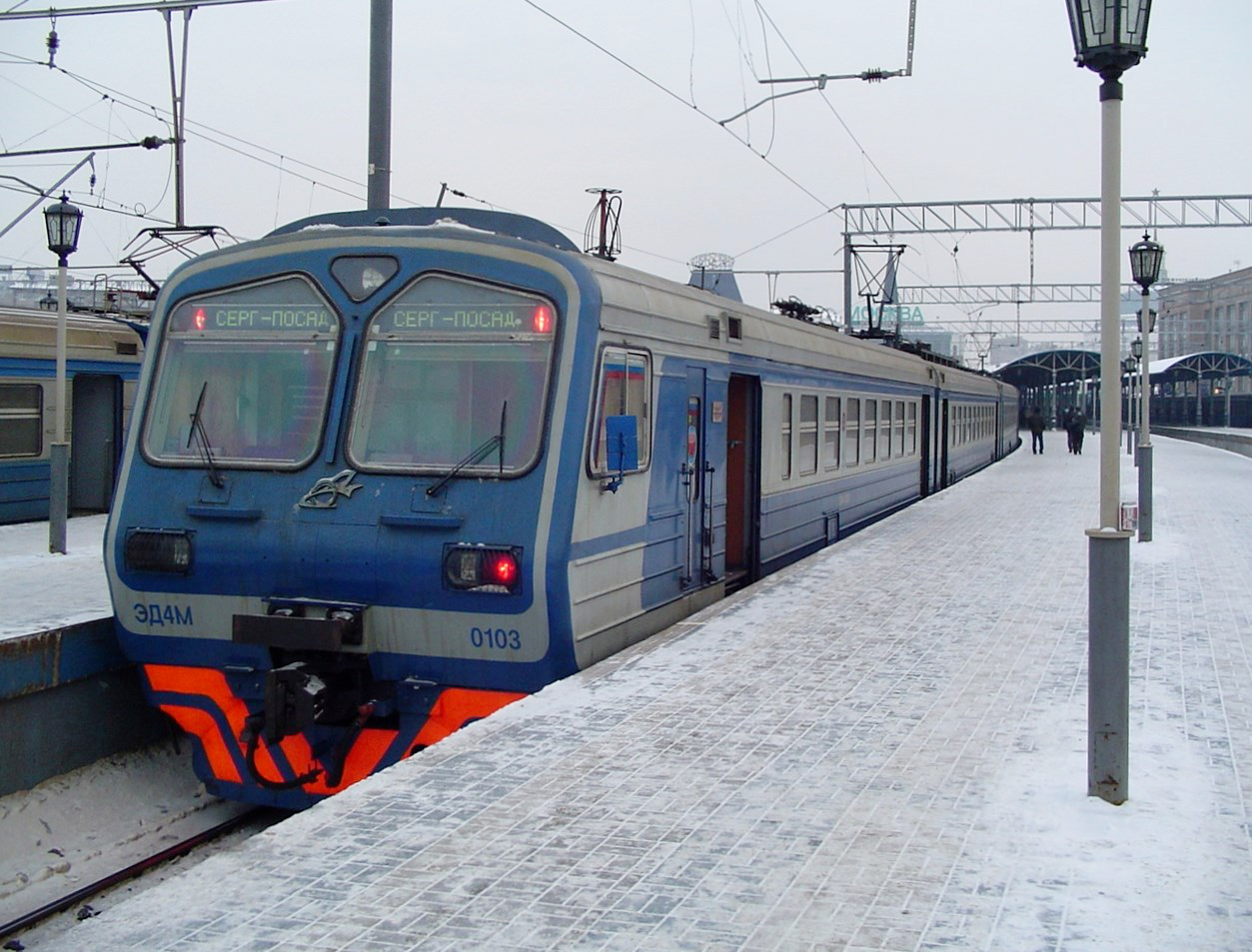
Un ED4M Električka alla stazione Jaroslavskij di Mosca.

Gli Električka sono un importante mezzo di trasporto negli Stati post-sovietici, che garantiscono un collegamento economico e accessibile tra la città e la periferia. La rete ferroviaria è ben sviluppata, mentre i servizi degli autobus per le città e i villaggi sono rari o inaffidabili. La proprietà di auto e camion nelle aree rurali è rara, e gli Električka sono relativamente sicuri e affidabili. Sono utili per gli abitanti delle dacie e i contadini che vendono il loro raccolto ai mercati cittadini. Molte aree sono dotate di strade in pessime condizioni, rendendo quindi le ferrovie più vantaggiose per la velocità e il comfort.
I treni sono mezzi popolari anche per il trasporto suburbano e pendolare nelle città più grandi, come Mosca, San Pietroburgo e Kiev, con le strade spesso congestionate. Inoltre, il periodo dall'1 alle 5:30 del mattino (un orario variabile in base all'area e al programma) può essere impiagato per la manutenzione dei binari in modo da permettere ai treni ad alta velocità di attraversarli senza venir rallentati dagli Električka (che si fermano a molte stazione circa ogni 1-2 km).
I governi e le compagnie ferroviarie di questi Paesi supportano il servizio Električka, e sebbene i prezzi dei biglietti sono stati aumentati, i costi operativi sono sussidiati. Anche con questi sussidi, alcuni passeggeri corrompono i controllori pur di non pagare interamente la tariffa. Sono stati denunciati inoltre dei falsi controllori noti per aver rubato soldi dai passeggeri, e molti bagagli grandi e animali sono spesso caricati senza pagare. Molte fermate poco frequente degli Električka sono prive di biglietterie 
A bordo, spesso si possono incontrare venditori ambulanti di piccoli beni di consumo a basso costo (come libri, vecchie radioline o francobolli) o anziane che offrono parte del loro raccolto dalle loro dacie, mentre in alcune occasioni è possibile trovare persone che suonano fisarmoniche o altri strumenti tradizionali.
I poveri spesso utilizzano gli Električka per i viaggi a lunga distanza, poiché riescono facilmente a salire senza biglietto e i treni collegano piccole e grandi stazioni. Questo modo di viaggiare è chiamato in russo ezda na sobakach (in russo езда на собаках?, ""trainato da cani"").
Nelle regioni remote della Russia prive di linee elettrificate, gli Električka e i Dizels sono spesso sostituiti da treni corti di una o due carrozze passeggeri e uno o due vagoni piattaforma trainate da locomotive diesel, quest'ultime impiegate per via del clima rigido che non permette l'utilizzo di materiale rotabile moderno. Questi sono noti come Bichevoz (in russo бичевоз?).

## Nella cultura di massa
Come simbolo sociale negli Stati post-sovietici, l'Električka è presente nell'arte e nella letteratura contemporanea: per esempio, la canzone Poslednjaja Električka (in russo После́дняя электри́чка?, ""L'ultimo Električka""), scritta da Michail Nožkin e David Tuchmanov, era popolare in Unione Sovietica, con versioni cantate da Vladimir Makarov, Ėduard Chil', Muslim Magomaev e Vadim Mulerman.
La rock band sovietica Kino pubblicò nell'album di esordio 45 la canzone Električka.
Alcune scene in molti film popolari sovietici sono ambientate a bordo degli Električka; per esempio, la protagonista di Mosca non crede alle lacrime (1979) incontra il suo interesse amoroso su un Električka lungo la via di ritorno a Mosca da una dacia. Il romanzo Mosca-Petuškì di Venedikt Erofeev è basato su un viaggio a bordo di un Električka.